# Christina Hoff Sommers
Christina Marie Hoff Sommers, född 28 september 1950 i Petaluma, Sonoma County, Kalifornien, är en amerikansk författare och tidigare filosofiprofessor. Hon är bland annat känd för sin kritik av den moderna feminismen. Från 1980 till 1997 verkade hon som filosofiprofessor vid Clark University i Worcester, Massachussetts. 2000 började Sommers arbeta vid American Enterprise Institute, numera som fellow emerita. Hennes författarskap inkluderar böckerna Who Stole Feminism? (1994) och The War Against Boys (2000).
Sommers' position och skrivande har i Stanford Encyclopedia of Philosophy karaktäriserats som "rättvisefeminism" (equity feminism), en klassiskt liberalfeministisk eller libertarianskt feministisk hållning vars huvudsakliga värde ses i tillförsäkrandet av friheten från tvångsingripanden. Sommers har själv hävdat att denna feminism står i kontrast mot vad hon betecknar som "offerfeminism" och "genusfeminism". Hon menar att de moderna feministiska teorierna ofta bygger på "ett irrationellt manshat" som härbärgerar en "oförmåga till att på allvar överväga möjligheten att könen är likvärdiga men olika". Flera bedömare har klassat Sommers som antifeminist.
Hon har också varit värd för videobloggen The Factual Feminist och podden Femsplainers.

## Biografi
Sommers föddes 1950, som dotter till Kenneth och Dolores Hoff. Hon studerade vid Paris universitet och avlade 1971 filosofie kandidat-examen vid New York University. 1979 avlade hon filosofie doktorsexamen i filosofi vid Brandeis University.

### Tidig karriär
Mellan 1978 och 1980 var Sommers motsvarande adjunkt vid University of Massachusetts Boston. 1980 utsågs hon till biträdande lektor i filosofi vid Clark University, och 1986 avancerade hon till en tjänst som lektor. Sommers kvarstod hos Clark fram till 1997, när hon tillträdde en tjänst som W.H. Brady fellow vid American Enterprise Institute i Washington.
Runt mitten av 1980-talet var Sommers redaktör för två läroböcker i filosofi i ämnet etik: Vice & Virtue in Everyday Life: Introductory Readings in Ethics (1984) och Right and Wrong: Basic Readings in Ethics (1986). När Nicholas Dixon 1990 recenserade den förstnämnda boken för tidskriften Teaching Philosophy, ansåg han att boken var "extremt väl redigerad" och "särskilt kraftfull vad gäller motivationen till att studera dygd och etik – inte minst de teoretiska diskussionerna omkring dem."
Från och med slutet av 1980-talet publicerade Sommers en serie artiklar där hon gick till starkt angrepp mot feministiska filosofer och amerikansk feminism i allmänhet. I en artikel 1988 i tidskriften Public Affairs Quarterly, betitlad "Should the Academy Support Academic Feminism?", skrev Sommers att "de intellektuella och moraliska meriterna hos den akademiska feminismen behöver sannerligen en genomsyn" och ansåg att "taktiken hos akademiska feminister har gång efter annan använts för att främja andra former av akademisk imperialism". I artiklar betitlade "The Feminist Revelation" och "Philosophers Against the Family", publicerade i början av 1990-talet, ansåg Sommers att många akademiska feminister var "radikalfilosofer" som ville driva igenom sociala och kulturella omvandlingar – exempelvis avskaffandet av kärnfamiljen. Därmed skulle de avslöja sitt förakt för vad "vanliga kvinnor" faktiskt önskar. De här artiklarna skulle komma att bilda basen för Who Stole Feminism?.

### Blandat skrivande
Sommers är en av rådgivarna till Foundation for Individual Rights in Education. Hon har även tjänstgjort som rådgivare till Independent Women's Forum och Center of the American Experiment. Hon har skrivit artiklar för Time, The Washington Post, The Wall Street Journal och The New York Times.
På Youtube har hon varit värd för videobloggarna The Factual Feminist och Femsplainers.

### Who Stole Feminism?
1994 publicerades hennes bok Who Stole Feminism? How Women Have Betrayed Women. I boken avhandlar hon skillnaderna mellan genusbaserad och rättvisebaserad feminism. Hon betraktade "genusfeminism" som den dominanta strömningen inom feminismen och rättvisefeminism som mer lik första vågens feminism. Hon använde boken för att argumentera för att den samtida feminismen är/var för radikal och frikopplad från livet hos den typiska amerikanska kvinnan, och hon använde sin alternativa rättvisefeminism som ett bättre mål för deras behov. I boken karaktäriserade hon genusfeminismen som så distanserad från de tidiga feministernas liberalism, att den istället för att fokusera på allas rättigheter endast ser samhället genom kön/genus-glasögon och istället fokuserar på att rekrytera kvinnor till kampen emot patriarkatet. I sin recension av boken karaktäriserade Reason genusfeminismen som processen att accentuera skillnaderna mellan kön/genus i syfte att skapa vad Sommers menar är privilegier för kvinnor inom akademin, statsapparaten, näringslivet och framlyftandet av personliga agendor.
I sin kritik av den samtida feminismen skrev Sommers att en ofta nämnd "March of Dimes"-studie, som hävdat att "våld i nära relationer är den främsta orsaken till fosterskador, inte var baserad på verkligheten och att tanken att våld mot kvinnor (i USA) når sin topp under Super Bowl är en modern myt. Hon hävdade att sådana uttalanden kring våld inom familjen hjälpte till att forma Violence Against Women Act, som ursprungligen tilldelades 1,6 miljarder dollar i statliga medel för att få stopp på våld i hemmet mot kvinnor. På samma sätt lyfte hon argumentet att feminister påstår att cirka 150 000 kvinnor årligen dör på grund av anorexia nervosa, en uppenbar förvrängning av det amerikanska anorexi- och bulimiförbundets siffra om att 150 000 kvinnor i någon grad lider av anorexi. Under 1995 var Sommers inblandad i ett häftigt åsiktsutbyte med Laura Flanders från den mediekritiska organisationen Fair.

### The War Against Boys
2000 publicerade Sommers boken The War Against Boys: How Misguided Feminism Is Harming Our Young Men på Simon & Schuster. Där behandlade hon hur pojkar påverkas av feministiska ideal och politisk korrekthet. Hon utmanade vad hon kallade "myten om hur flickor kommer i andra hand" och det "nya och lika nedbrytande påhittet" att "pojkar som grupp är störda".
Sommers kritiserade offentliga åtgärdsprogram som etablerades under 1980-talet och vars syfte var att stötta flickor och unga kvinnor, i första hand som ett svar på studier som antydde att flickor "drabbades av bristen på uppmärksamhet i klassrummet och ett manligt dominerat samhälles ointresse för frågan". Hon ansåg i boken att sådana program var baserade på bristfällig forskning och hävdade att sanningen var en helt annan: pojkar/unga män låg ett och ett halvt år efter flickor/unga kvinnor i läs- och skrivkunnighet och ansökte i mindre grad till college.
Hon anklagade både Carol Gilligan och organisationer som National Organization for Women (NOW) för att skapa en situation där "pojkar ses ner på, både i rollen som det orättvist privilegierade könet och som hinder på vägen att skapa könsmässig rättvisa för flickor. Enligt Sommers visar "en titt på fakta att pojkar, inte flickor, har de största svårigheterna i att bli utbildade".
Boken fick ett blandat mottagande. I konservativa publikationer som National Review och Commentary hyllades The War Against Boys för dess "svidande vidräkning med en mansfientlig rörelse som haft genomgripande påverkan på landets skolor" och för att ha identifierat ett akut problem. The New York Times kolumnist Richard Bernstein kallade den för en tänkvärd och provokativ bok och ansåg att Sommers hade lagt fram sina argument på ett övertygande och orubbligt sätt, med mängder av data som stöd. Joy Summers skrev i The Journal of School Choice att Sommers' bok och hennes allmänna tankar i sig är "en sorts motgift mot den fejkforskning som omger den förnuftsfria och ytterst ideologiska allmänna diskussionen kring 'kvinnofrågor'." Publishers Weekly noterade att Sommers' slutsatser var viktiga och behövde få höras, men man noterade också att Sommers "ägnar sig åt småaktigheter i sina vilda angrepp på sina meningsmotståndare".
I sin recension för The New Yorker anklagade Nicholas Lemann Sommers för dåligt underbyggda angrepp med en ibland bristfällig koppling till vetenskapliga rön. E. Anthony Rotundo skrev i The Washington Post att Sommers inte lyckats visa att det pågår ett "krig mot pojkarna", endast att feministerna attackerar hennes egen modell kring pojkars uppväxt "på samma sätt som hon attackerar deras mer flexibla syn" på problematiken.
Den rediverade nyutgåvan av boken från 2013 innehåller Sommers svar på hennes kritiker, genom att bokens undertitel ändrats från How misguided feminism harms our young men till How misguided policies harm our young men. Hon försåg boken med ny och uppdaterad statistik som enligt henne själv endast bekräftar bokens relevans. När Sommers intervjuades av MacLean's Magazine om huruvida hennes bok fortfarande var kontroversiell, svarade hon (se citat till höger):

### Åsikter
Sommers sade 2014 att hon som väljare registrerat sig och sympatiserar med Demokraterna, med "libertarianska tendenser". Hon har beskrivit sig själv som en rättvisefeminist, jämlikhetsfeminist och liberalfeminist. Hon definierar rättvisefeminism som en kamp baserad på upplysningstidens principer om individuell rättvisa och med lika lagliga och medborgerliga rättigheter för kvinnor som mål, i linje med den första vågens feminism. 2019 stödde hon Andrew Yangs presidentvalskampanj inför 2020 års demokratiska primärval.
Flera skribenter har etiketterat Sommers positioner som antifeministiska. Den feministiska filosofen Alison Jaggar skrev 2006 att Sommers, när hon avfärdar skillnaden mellan begreppen genus och kön, tillbakavisar en av de konceptuella innovationerna inom den andra vågens feminism i västerlandet. Jaggar argumenterade att eftersom genusbegreppet redan bildar bas för tänkandet hos i princip alla moderna feminister, var hennes konklusion att Sommers inte kunde undvika en etikett som antifeminist.
Sommers har svarat på den typen av kritik som "bannlysning från en religion som jag inte visste existerade". Sommers ser utvecklingen sedan den andra vågens feminism som osammanhängande och resultatet av en tillbakagång till ett daltande med olika upprördheter, vilket utgår från medelklassuppfostran hos senare feminister. Hennes kritik fokuserar sig mestadels på vad hon ser som mansfientliga och offerskapsrelaterade positioner inom den moderna feminismen, medan andra kritiker – som Camille Paglia och Nancy Friday – återkommande kritiserar vad de ser som puritanska och sexfientliga positioner inom den moderna feminismen.
Christina Hoff Sommers är sedan lång tid kritisk mot fenomenet med särskilda institutioner för kvinnostudier och relaterade specialkurser inom universitetsvärlden. I en intervju från 1995 med frilansjournalisten Scott London sa Sommers: "Dagens perspektiv, så som jag ser det, är att ju bättre det går för kvinnor, desto argare verkar kvinnostudieprofessorerna bli, och desto mer deprimerad tycks Gloria Steinem bli." Enligt The Nation brukar Sommers berätta för sina studenter att "statistiskt handikappade" feminister inom institutioner för kvinnostudier ägnar sig åt "dålig vetenskap för att främja sin liberala agenda" och saluför en skev och upphetsad agenda: "Kvinnor är från Venus, män är från Helvetet".
Sommers har förnekat existensen av ett könsrelaterat lönegap. Hon engagerade sig 2014 i Gamergate, där hon ifrågasatte att framställningen av kvinnor i datorspel skulle skapa kvinnohat. Hon menade att tillgänglig statistik visade att datorspelsgenerationen generellt var mindre misogynistisk än föregående generationer. Hon menade att de som kritiserar följderna av Gamergate "bara försvarar en hobby som de älskar". Det här ställningstagandet till fördel för de utpekade i Gamergate har rönt uppskattning från mansrättsrörelsen. Under den mest aktiva fasen av Gamergate syntes Sommers flera gånger på offentliga möten tillsammans med den högerpolitiske kommentatorn Milo Yiannopoulos.

## Privatliv
Sommers gifte sig 1981 med Fred Sommers, innehavare av Harry A. Wolfson-professuren i filosofi vid Brandeis University. Han avled 2014. Hennes styvson Tamler Sommers är filosof och poddvärd.